# Fayette County, Ohio
Fayette County är ett administrativt område i delstaten Ohio, USA, med 29 030 invånare. Den administrativa huvudorten (county seat) är Washington Court House. 

## Geografi
Enligt United States Census Bureau har countyt en total area på 1 054 km². 1 054 km² av den arean är land och 0 km² är vatten.    

### Angränsande countyn
- Madison County - nord
- Pickaway County - nordost
- Ross County - sydost
- Highland County - syd
- Clinton County - sydväst
- Greene County - nordväst

### Orter
- Bloomingburg
- Greenfield (delvis i Highland County, delvis i Ross County)
- Jeffersonville
- Milledgeville
- New Holland (delvis i Pickaway County)
- Octa
- Washington Court House (huvudort)